# Aaron McIntosh
Aaron McIntosh, född den 7 januari 1972 i Auckland, är en nyzeeländsk seglare.
Han tog OS-brons i mistral i samband med de olympiska seglingstävlingarna 2000 i Sydney.